# Премії НАН України імені видатних учених України — лауреати 2013 року
Премії НАН України імені видатних учених України — лауреати 2013 року.
За підсумками конкурсу 2013 р., проведеного відділеннями Національної академії наук України лауреатами премій стали:
| Премія                                             | Премійовані роботи | Лауреати                          | Коротко про лауреата |
| -------------------------------------------------- | --- | --------------------------------- | --- |
| Премія НАН України імені М. Г. Крейна              | за цикл праць «Екстремальні проблеми теорії наближення гладких функцій» | Буслаєв Віктор Іванович           | доктор фізико-математичних наук, провідний науковий співробітник Математичного інституту імені В. А. Стєклова Російської АН                                                                           |
| Премія НАН України імені М. Г. Крейна              | за цикл праць «Екстремальні проблеми теорії наближення гладких функцій» | Романюк Анатолій Сергійович       | доктор фізико-математичних наук, завідувач відділу Інституту математики НАН України |
| Премія НАН України імені М. Г. Крейна              | за цикл праць «Екстремальні проблеми теорії наближення гладких функцій» | Тіман Майор Пилипович             | доктор фізико-математичних наук, професор Дніпропетровського державного аграрного університету |
| Премія НАН України імені О. В. Погорєлова          | за цикл наукових праць «Геометрія і властивості гіперпросторів та просторів ідемпотентних мір»                                                                                  | Зарічний Михайло Михайлович       | доктор фізико-математичних наук, декан механіко-математичного факультету Львівського національного університету імені Івана Франка                                                                    |
| Премія НАН України імені О. В. Погорєлова          | за цикл наукових праць «Геометрія і властивості гіперпросторів та просторів ідемпотентних мір»                                                                                  | Микитюк Ігор Володимирович        | доктор фізико-математичних наук, завідувач відділу Інституту прикладних проблем механіки і математики імені Я. С. Підстригача НАН України                                                             |
| Премія НАН України імені О. В. Погорєлова          | за цикл наукових праць «Геометрія і властивості гіперпросторів та просторів ідемпотентних мір»                                                                                  | Пелих Володимир Олександрович     | доктор фізико-математичних наук, заступник директора Інституту прикладних проблем механіки і математики імені Я. С. Підстригача НАН України                                                           |
| Премія НАН України імені А. О. Дородніцина         | за цикл робіт «Методи, алгоритми, інформаційні технології комплексного аналізу складних об'єктів»                                                                               | Дейнека Василь Степанович         | академік НАН України, головний науковий співробітник Інституту кібернетики імені В. М. Глушкова НАН України                                                                                           |
| Премія НАН України імені А. О. Дородніцина         | за цикл робіт «Методи, алгоритми, інформаційні технології комплексного аналізу складних об'єктів»                                                                               | Довгий Станіслав Олексійович      | член-кореспондент НАН України, директор Інституту телекомунікацій і глобального інформаційного простору НАН України                                                                                   |
| Премія НАН України імені А. О. Дородніцина         | за цикл робіт «Методи, алгоритми, інформаційні технології комплексного аналізу складних об'єктів»                                                                               | Євтушенко Юрій Гаврилович         | академік РАН, директор обчислювального центру імені А. О. Дородніцина Російської АН |
| Премія НАН України імені С. О. Лебедєва            | за цикл робіт «Моделі, методи та застосування високопродуктивних обчислень на суперкомп'ютерних системах»                                                                       | Андон Пилип Іларіонович           | академік НАН України, директор Інституту програмних систем НАН України |
| Премія НАН України імені С. О. Лебедєва            | за цикл робіт «Моделі, методи та застосування високопродуктивних обчислень на суперкомп'ютерних системах»                                                                       | Дорошенко Анатолій Юхимович       | доктор фізико-математичних наук, професор Національного технічного університету України «Київський політехнічний інститут»                                                                            |
| Премія НАН України імені С. О. Лебедєва            | за цикл робіт «Моделі, методи та застосування високопродуктивних обчислень на суперкомп'ютерних системах»                                                                       | Тульчинський Вадим Григорович     | кандидат фізико-математичних наук, завідувач лабораторії Інституту кібернетики імені В. М. Глушкова НАН України                                                                                       |
| Премія НАН України імені О. К. Антонова            | за цикл робіт «Розробка нових методів експериментального дослідження апаратів з метою удосконалення та оптимізації їх гідроаеродинамічних характеристик»                        | Бабенко Віктор Віталійович        | доктор технічних наук, провідний науковий співробітник Інституту гідромеханіки НАН України |
| Премія НАН України імені О. К. Антонова            | за цикл робіт «Розробка нових методів експериментального дослідження апаратів з метою удосконалення та оптимізації їх гідроаеродинамічних характеристик»                        | Мороз Володимир Васильович        | кандидат технічних наук, старший науковий співробітник Інституту гідромеханіки НАН України |
| Премія НАН України імені О. К. Антонова            | за цикл робіт «Розробка нових методів експериментального дослідження апаратів з метою удосконалення та оптимізації їх гідроаеродинамічних характеристик»                        | Центило Наталія Петрівна          | начальник відділу Державного підприємства «Антонов» |
| Премія НАН України імені Г. С. Писаренка           | за монографію «Основи механіки руйнування композитів при стиску» | Гузь Олександр Миколайович        | академік НАН України, директор Інституту механіки імені С. П. Тимошенка НАН України |
| Премія НАН України імені Б. І. Вєркіна             | за цикл робіт «Розробка створення та впровадження кріогенної апаратури для наукових експериментів»                                                                              | Жарков Іван Павлович              | кандидат фізико-математичних наук, завідувач лабораторії Інституту фізики НАН України |
| Премія НАН України імені Б. І. Вєркіна             | за цикл робіт «Розробка створення та впровадження кріогенної апаратури для наукових експериментів»                                                                              | Сафронов Віталій Вікторович       | науковий співробітник Інституту фізики НАН України |
| Премія НАН України імені С. Я. Брауде              | за цикл робіт «Електромагнітні властивості нових магнітоактивних метаматеріалів у міліметровому діапазоні хвиль»                                                                | Тарапов Сергій Іванович           | доктор фізико-математичних наук, завідувач відділу Інституту радіофізики та електроніки імені О. Я. Усикова НАН України                                                                               |
| Премія НАН України імені С. Я. Брауде              | за цикл робіт «Електромагнітні властивості нових магнітоактивних метаматеріалів у міліметровому діапазоні хвиль»                                                                | Погорілий Анатолій Миколайович    | член-кореспондент НАН України, завідувач відділу Інституту магнетизму НАН України |
| Премія НАН України імені С. Я. Брауде              | за цикл робіт «Електромагнітні властивості нових магнітоактивних метаматеріалів у міліметровому діапазоні хвиль»                                                                | Білозоров Дмитро Павлович         | кандидат фізико-математичних наук, старший науковий співробітник Інституту теоретичної фізики імені О. І. Ахієзера Національного наукового центру «Харківський фізико-технічний інститут» НАН України |
| Премія НАН України імені О. С. Давидова            | за цикл робіт «Теорія динамічних та стохастичних властивостей конденсованих систем з конкуруючими взаємодіями»                                                                  | Гайдідей Юрій Борисович           | доктор фізико-математичних наук, завідувач відділу Інституту теоретичної фізики імені М. М. Боголюбова НАН України                                                                                    |
| Премія НАН України імені О. С. Давидова            | за цикл робіт «Теорія динамічних та стохастичних властивостей конденсованих систем з конкуруючими взаємодіями»                                                                  | Лев Богдан Іванович               | член-кореспондент НАН України, завідувач відділу Інституту теоретичної фізики імені М. М. Боголюбова НАН України                                                                                      |
| Премія НАН України імені О. С. Давидова            | за цикл робіт «Теорія динамічних та стохастичних властивостей конденсованих систем з конкуруючими взаємодіями»                                                                  | Стасюк Ігор Васильович            | член-кореспондент НАН України, завідувач відділу Інституту фізики конденсованих систем НАН України |
| Премія НАН України імені Н. Д. Моргуліса           | за цикл робіт «Функціональні властивості та діагностика новітніх НВЧ приладів»                                                                                                  | Бєляєв Олександр Євгенович        | член-кореспондент НАН України, заступник директора Інституту фізики напівпровідників імені В. Є. Лашкарьова НАН України                                                                               |
| Премія НАН України імені Н. Д. Моргуліса           | за цикл робіт «Функціональні властивості та діагностика новітніх НВЧ приладів»                                                                                                  | Конакова Раїса Василівна          | доктор технічних наук, завідувач лабораторії Інституту фізики напівпровідників імені В. Є. Лашкарьова НАН України                                                                                     |
| Премія НАН України імені Н. Д. Моргуліса           | за цикл робіт «Функціональні властивості та діагностика новітніх НВЧ приладів»                                                                                                  | Саченко Анатолій Васильович       | доктор фізико-математичних наук, головний науковий співробітник Інституту фізики напівпровідників імені В. Є. Лашкарьова НАН України                                                                  |
| Премія НАН України імені П. А. Тутковського        | за цикл праць «Геоекологічні умови формування і розробки родовищ вуглеводнів і пелоїдів Чорного моря»                                                                           | Ємельянов Володимир Олександрович | доктор геолого-мінералогічних наук, головний науковий співробітник Інституту геологічних наук НАН України                                                                                             |
| Премія НАН України імені П. А. Тутковського        | за цикл праць «Геоекологічні умови формування і розробки родовищ вуглеводнів і пелоїдів Чорного моря»                                                                           | Пасинков Анатолій Андрійович      | доктор геолого-мінералогічних наук, доцент Таврійського національного університету імені В. І. Вернадського                                                                                           |
| Премія НАН України імені П. А. Тутковського        | за цикл праць «Геоекологічні умови формування і розробки родовищ вуглеводнів і пелоїдів Чорного моря»                                                                           | Савчак Олеся Зіновіївна           | кандидат геологічних наук, провідний науковий співробітник Інституту геології і геохімії горючих копалин НАН України                                                                                  |
| Премія НАН України імені Є. О. Патона              | за цикл праць «Розробка технології та комп'ютеризованого устаткування для електронно-променевого зварювання в галузях авіаційного, енергетичного машинобудування та металургії» | Назаренко Олег Кузьмович          | член-кореспондент НАН України, доктор технічних наук, завідувач відділу Інституту електрозварювання імені Є. О. Патона НАН України                                                                    |
| Премія НАН України імені Є. О. Патона              | за цикл праць «Розробка технології та комп'ютеризованого устаткування для електронно-променевого зварювання в галузях авіаційного, енергетичного машинобудування та металургії» | Нестеренков Володимир Михайлович  | член-кореспондент НАН України, заступник завідувача відділу Інституту електрозварювання імені Є. О. Патона НАН України                                                                                |
| Премія НАН України імені Є. О. Патона              | за цикл праць «Розробка технології та комп'ютеризованого устаткування для електронно-променевого зварювання в галузях авіаційного, енергетичного машинобудування та металургії» | Майстренко Анатолій Львович       | член-кореспондент НАН України, завідувач відділу Інституту надтвердих матеріалів імені В. М. Бакуля НАН України                                                                                       |
| Премія НАН України імені Г. В. Карпенка            | за цикл праць «Інженерія поверхні виробів з титанових сплавів для підвищення їх працездатності в умовах дії контактних навантажень та агресивних середовищ»                     | Погрелюк Ірина Миколаївна         | доктор технічних наук, провідний науковий співробітник Фізико-механічного інституту імені Г. В. Карпенка НАН України                                                                                  |
| Премія НАН України імені Г. В. Карпенка            | за цикл праць «Інженерія поверхні виробів з титанових сплавів для підвищення їх працездатності в умовах дії контактних навантажень та агресивних середовищ»                     | Яськів Олег Ігорович              | співробітник Фізико-механічного інституту імені Г. В. Карпенка НАН України |
| Премія НАН України імені Г. В. Карпенка            | за цикл праць «Інженерія поверхні виробів з титанових сплавів для підвищення їх працездатності в умовах дії контактних навантажень та агресивних середовищ»                     | Клапків Михайло Дмитрович         | кандидат технічних наук, старший науковий співробітник Фізико-механічного інституту імені Г. В. Карпенка НАН України                                                                                  |
| Премія НАН України імені Г. Ф. Проскури            | за цикл праць «Моделювання та аналіз електромагнітних процесів в електроенергетичних системах із нелінійними навантаженнями»                                                    | Жаркін Андрій Федорович           | член-кореспондент НАН України, заступник директора Інституту електродинаміки НАН України |
| Премія НАН України імені Г. Ф. Проскури            | за цикл праць «Моделювання та аналіз електромагнітних процесів в електроенергетичних системах із нелінійними навантаженнями»                                                    | Кондратенко Ігор Петрович         | доктор технічних наук, завідувач відділу Інституту електродинаміки НАН України |
| Премія НАН України імені Г. Ф. Проскури            | за цикл праць «Моделювання та аналіз електромагнітних процесів в електроенергетичних системах із нелінійними навантаженнями»                                                    | Подольцев Олександр Дмитрович     | доктор технічних наук, головний науковий співробітник Інституту електродинаміки НАН України |
| Премія НАН України імені О. І. Лейпунського        | за серію робіт «Експлуатаційні ушкодження та фізичні механізми деградації конструкційних матеріалів другого контуру енергоблоків з реакторами ВВЕР-1000»                        | Ожигов Леонід Семенович           | кандидат фізико-математичних наук, начальник лабораторії Національного наукового центру «Харківський фізико-технічний інститут» НАН України                                                           |
| Премія НАН України імені О. І. Лейпунського        | за серію робіт «Експлуатаційні ушкодження та фізичні механізми деградації конструкційних матеріалів другого контуру енергоблоків з реакторами ВВЕР-1000»                        | Митрофанов Анатолій Сергійович    | кандидат фізико-математичних наук, старший науковий співробітник Національного наукового центру «Харківський фізико-технічний інститут» НАН України                                                   |
| Премія НАН України імені О. І. Лейпунського        | за серію робіт «Експлуатаційні ушкодження та фізичні механізми деградації конструкційних матеріалів другого контуру енергоблоків з реакторами ВВЕР-1000»                        | Крайнюк Євген Олександрович       | молодший науковий співробітник Національного наукового центру «Харківський фізико-технічний інститут» НАН України                                                                                     |
| Премія НАН України імені А. І. Кіпріанова          | за цикл праць «Конденсовані гетероциклічні системи — синтетичні аналоги природних біоактивних сполук»                                                                           | Хиля Володимир Петрович           | член-кореспондент НАН України, професор Київського національного університету імені Тараса Шевченка                                                                                                   |
| Премія НАН України імені А. І. Кіпріанова          | за цикл праць «Конденсовані гетероциклічні системи — синтетичні аналоги природних біоактивних сполук»                                                                           | Воловенко Юліан Михайлович        | професор Київського національного університету імені Тараса Шевченка |
| Премія НАН України імені М. М. Амосова             | за монографію «Аневризми грудної аорти (клініка, діагностика, лікування)» | Ситарь Леонід Лукич               | завідувач відділу ДУ «Національний інститут серцево-судинної хірургії імені М. М. Амосова НАМН України»                                                                                               |
| Премія НАН України імені В. П. Комісаренка         | за серію праць «Феномени та механізми впливу гормонів і цитокінів на нормальну і малігнізовану передміхурову залозу»                                                            | Резніков Олександр Григорович     | член-кореспондент НАН України, завідувач відділу ДУ «Інститут ендокринології та обміну речовин імені В. П. Комісаренка НАМН України»                                                                  |
| Премія НАН України імені В. П. Комісаренка         | за серію праць «Феномени та механізми впливу гормонів і цитокінів на нормальну і малігнізовану передміхурову залозу»                                                            | Корнелюк Олександр Іванович       | член-кореспондент НАН України, завідувач відділу Інституту молекулярної біології і генетики НАН України                                                                                               |
| Премія НАН України імені В. П. Комісаренка         | за серію праць «Феномени та механізми впливу гормонів і цитокінів на нормальну і малігнізовану передміхурову залозу»                                                            | Чайковська Людмила В'ячеславівна  | кандидат біологічних наук, провідний науковий співробітник ДУ «Інститут ендокринології та обміну речовин імені В. П. Комісаренка НАМН України»                                                        |
| Премія НАН України імені П. Г. Костюка             | за цикл праць «Іонні канали плазматичної мембрани» | Кришталь Олег Олександрович       | академік НАН України, директор Інституту фізіології імені О. О. Богомольця НАН України |
| Премія НАН України імені П. Г. Костюка             | за цикл праць «Іонні канали плазматичної мембрани» | Лук'янець Олена Олександрівна     | доктор біологічних наук, завідувач лабораторії Інституту фізіології імені О. О. Богомольця НАН України                                                                                                |
| Премія НАН України імені П. Г. Костюка             | за цикл праць «Іонні канали плазматичної мембрани» | Шуба Ярослав Михайлович           | доктор біологічних наук, завідувач відділу Інституту фізіології імені О. О. Богомольця НАН України |
| Премія НАН України імені О. В. Палладіна           | за монографію «Біохімічна трансформація ксенобіотиків у організмі» | Марченко Михайло Маркович         | доктор біологічних наук, в. о. директора Інституту біології, хімії та біоресурсів Чернівецького національного університету імені Юрія Федьковича                                                      |
| Премія НАН України імені О. В. Палладіна           | за монографію «Біохімічна трансформація ксенобіотиків у організмі» | Кеця Оксана Віталіївна            | кандидат біологічних наук, доцент Інституту біології, хімії та біоресурсів Чернівецького національного університету імені Юрія Федьковича;                                                            |
| Премія НАН України імені О. В. Палладіна           | за монографію «Біохімічна трансформація ксенобіотиків у організмі» | Великий Микола Миколайович        | доктор біологічних наук, завідувач лабораторії Інституту біохімії імені О. В. Палладіна НАН України                                                                                                   |
| Премія НАН України імені В. Я. Юр'єва              | за працю «Пшеница: биология, морфология, селекция, семеноводство» | Шелепов Володимир Васильович      | доктор сільськогосподарських наук, головний науковий співробітник Національної наукової сільськогосподарської бібліотеки НААН України                                                                 |
| Премія НАН України імені В. Я. Юр'єва              | за працю «Пшеница: биология, морфология, селекция, семеноводство» | Гаврилюк Микола Микитович         | академік НААН України, заступник директора Інституту фізіології рослин і генетики НАН України |
| Премія НАН України імені В. Я. Юр'єва              | за працю «Пшеница: биология, морфология, селекция, семеноводство» | Вергунов Віктор Анатолійович      | член-кореспондент НААН України, директор Національної наукової сільськогосподарської бібліотеки НААН України                                                                                          |
| Премія НАН України імені І. І. Шмальгаузена        | за цикл праць «Систематика та еволюція перетинчастокрилих комах родин Formicidae та Eulopidae Західної Палеарктики»                                                             | Радченко Олександр Григорович     | доктор біологічних наук, провідний науковий співробітник Інституту зоології імені І. І. Шмальгаузена НАН України                                                                                      |
| Премія НАН України імені І. І. Шмальгаузена        | за цикл праць «Систематика та еволюція перетинчастокрилих комах родин Formicidae та Eulopidae Західної Палеарктики»                                                             | Гумовський Олексій Васильович     | доктор біологічних наук, завідувач відділу Інституту зоології імені І. І. Шмальгаузена НАН України |
| Премія НАН України імені І. І. Шмальгаузена        | за цикл праць «Систематика та еволюція перетинчастокрилих комах родин Formicidae та Eulopidae Західної Палеарктики»                                                             | Перковський Євген Едуардович      | доктор біологічних наук, старший науковий співробітник Інституту зоології імені І. І. Шмальгаузена НАН України                                                                                        |
| Премія НАН України імені М. І. Туган-Барановського | за цикл робіт «Високотехнологічні складові промислової політики в Україні» | Кизим Микола Олександрович        | доктор економічних наук, директор Науково-дослідного центру індустріальних проблем розвитку НАН України                                                                                               |
| Премія НАН України імені М. І. Туган-Барановського | за цикл робіт «Високотехнологічні складові промислової політики в Україні» | Матюшенко Ігор Юрійович           | кандидат технічних наук, професор кафедри Харківського національного університету імені В. Н. Каразіна                                                                                                |
| Премія НАН України імені М. І. Туган-Барановського | за цикл робіт «Високотехнологічні складові промислової політики в Україні» | Шостак Ігор Володимирович         | доктор технічних наук, професор Національного аерокосмічного університету імені М. Є. Жуковського |
| Премія НАН України імені М. П. Василенка           | за цикл праць з проблем дослідження кримінології в Україні | Кваша Оксана Олександрівна        | доктор юридичних наук, старший науковий співробітник Інституту держави і права імені В. М. Корецького НАН України                                                                                     |
| Премія НАН України імені М. П. Василенка           | за цикл праць з проблем дослідження кримінології в Україні | Прилуцький Сергій Валентинович    | кандидат юридичних наук, старший науковий співробітник Інституту держави і права імені В. М. Корецького НАН України                                                                                   |
| Премія НАН України імені М. І. Костомарова         | за цикл праць з історичного джерелознавства в Україні | Копиленко Олександр Любимович     | член-кореспондент НАН України, завідувач кафедри Київського національного університету імені Тараса Шевченка                                                                                          |
| Премія НАН України імені М. І. Костомарова         | за цикл праць з історичного джерелознавства в Україні | Цибань Валерій Олексійович        | кандидат технічних наук, старший науковий співробітник Центру досліджень науково-технічного потенціалу та історії науки імені Г. М. Доброва НАН України                                               |
| Премія НАН України імені М. І. Костомарова         | за цикл праць з історичного джерелознавства в Україні | Яблонський Василь Миколайович     | кандидат історичних наук, заступник директора Національного інституту стратегічних досліджень |
| Премія НАН України імені І. Я. Франка              | за працю «Художній дискурс української поезії кінця ХІХ — початку ХХ ст.» | Камінчук Ольга Анатоліївна        | доктор філологічних наук, старший науковий співробітник Інституту літератури імені Т. Г. Шевченка НАН України                                                                                         |